# Merima Mohammed

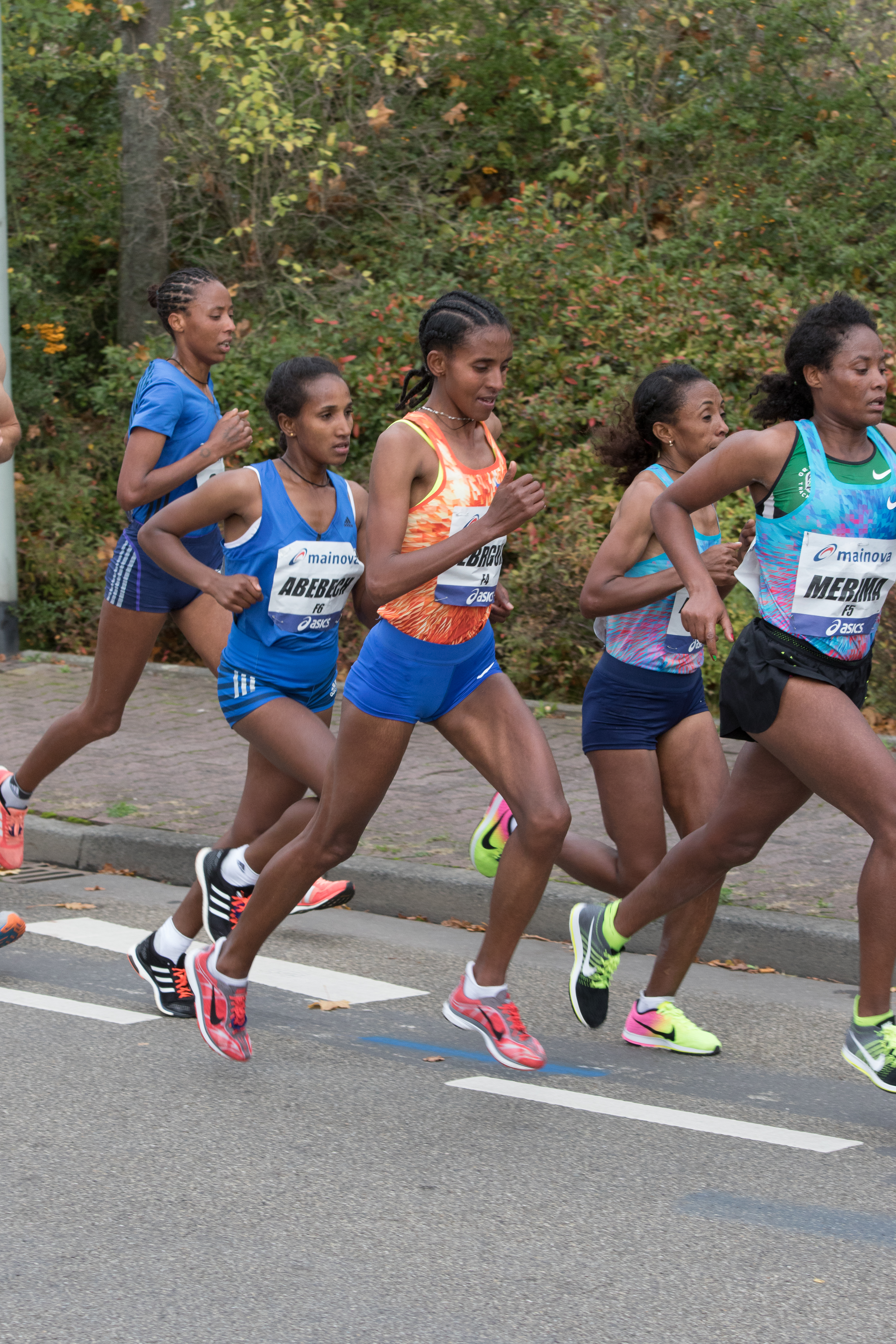
Merima Mohammed (rechts) während des Frankfurt-Marathons 2017

Merima Mohammed (* 10. Juni 1992) ist eine aus Äthiopien stammende Marathonläuferin. Inzwischen startet sie für Bahrain.
Bei ihrem Debüt gewann sie 2009 den Marathon des Alpes-Maritimes in 2:33:56 h. Im Jahr darauf siegte sie beim Ottawa-Marathon mit fast sieben Minuten Vorsprung in 2:28:19 h und wurde beim Toronto Waterfront Marathon in persönlicher Bestleistung von 2:23:06 h Dritte. Die Saison 2011 eröffnete sie im Januar mit einem zweiten Platz in beim Mumbai-Marathon in 2:26:57 h. Bei den Crosslauf-Weltmeisterschaften in Punta Umbría im März belegte sie den 15. Platz. Im Mai gewann sie den Düsseldorf-Marathon in 2:28:15 h.
Merima Mohammed ist 1,65 m groß.